# Deutsche Turnvereinsmeisterschaft 1939
Die Endrunde um die Deutschen Turnvereinsmeisterschaften 1939 wurde am 16. April 1939 in Flensburg ausgetragen. Die Meisterschaften wurden zum wiederholten Mal ausgetragen. Sieger wurde der TSV Leuna.

## Vorschlussrunde
Am Sonntag, dem 26. März 1939 fanden die Vorkämpfe statt.
In der Gruppe I traten in Kassel die Berliner Turnerschaft (Brandenburg), Eintracht Frankfurt (Südwest), der TV Villingen (Baden) und Hessen-Preußen Kassel (Hessen) gegeneinander an, Hier setzte sich der TV Villingen durch.
In Plettenberg fanden die Ausscheidungen der Gruppe II statt. Es setzte sich der TSV Leuna (Mitte) gegen den MTV Braunschweig (Niedersachsen) und den TV Eichen (Westfalen) durch.
Die Gruppe III bestand in Lübeck aus der Hamburger Turnerschaft von 1816 (Nordmark), dem ATV Thalheim (Sachsen) und dem PSV Stuttgart (Württemberg) - Stuttgart setzte sich durch.
In der vierten Gruppe konnte der TSV 1860 München (Bayern) den Sieg gegen den Stettiner TV (Pommern), den Düsseldorfer Turnverein von 1847 (Niederrhein) und den MTV Bad Kreuznach (Mittelrhein) erringen.

## Endrunde
Austragungsort der Endrunde war das Deutsche Haus.
Deutscher Meister wurde der TSV Leuna vor dem TSV 1860 München, dem TV Villingen und dem PSV Stuttgart. Bester Einzelturner wurde Kurt Krötzsch.